# Wohnhaus Stavendamm 14
Das Wohnhaus Stavendamm 14 befindet sich in Bremen, Stadtteil Mitte im  Schnoorviertel, Stavendamm 14 Ecke Am Landherrnamt. 
Das Gebäude steht als Teil des Ensembles Schnoor seit 1973 unter Bremer Denkmalschutz.

## Geschichte
Die ursprüngliche Bevölkerung des Schnoors bestand überwiegend aus Flussfischern und Schiffern. In der Epoche des Klassizismus und des Historismus entstanden von um 1800 bis 1890 die meisten oft kleinen Gebäude. Im weiteren Verlauf wurde es zum Arme-Leute-Viertel, das in weiten Bereichen verfiel, vor allem nach dem Zweiten Weltkrieg.
1959 wurde von der Stadt ein Ortsstatut zum Schutz der erhaltenswerten Bausubstanz beschlossen. Die Häuser wurden dokumentiert und viele seit den 1970er Jahren unter Denkmalschutz gestellt. Ab den 1960er Jahren fanden mit Unterstützung der Stadt Sanierungen, Lückenschließungen und Umbauten im Schnoor statt.
Das zweigeschossige, verputzte, zurückhaltende Wohn- und Geschäftshaus mit Satteldach war ursprünglich ein Fachwerkhaus und wurde im 18. Jahrhundert als Eckhaus an einem im Sommer belebten kleinen Dreiecksplatz gebaut. Das nicht denkmalgerecht modernisierte Gebäude wird im Erdgeschoss durch eine Verkaufseinrichtung genutzt. Daneben befindet sich das Schifferhaus.

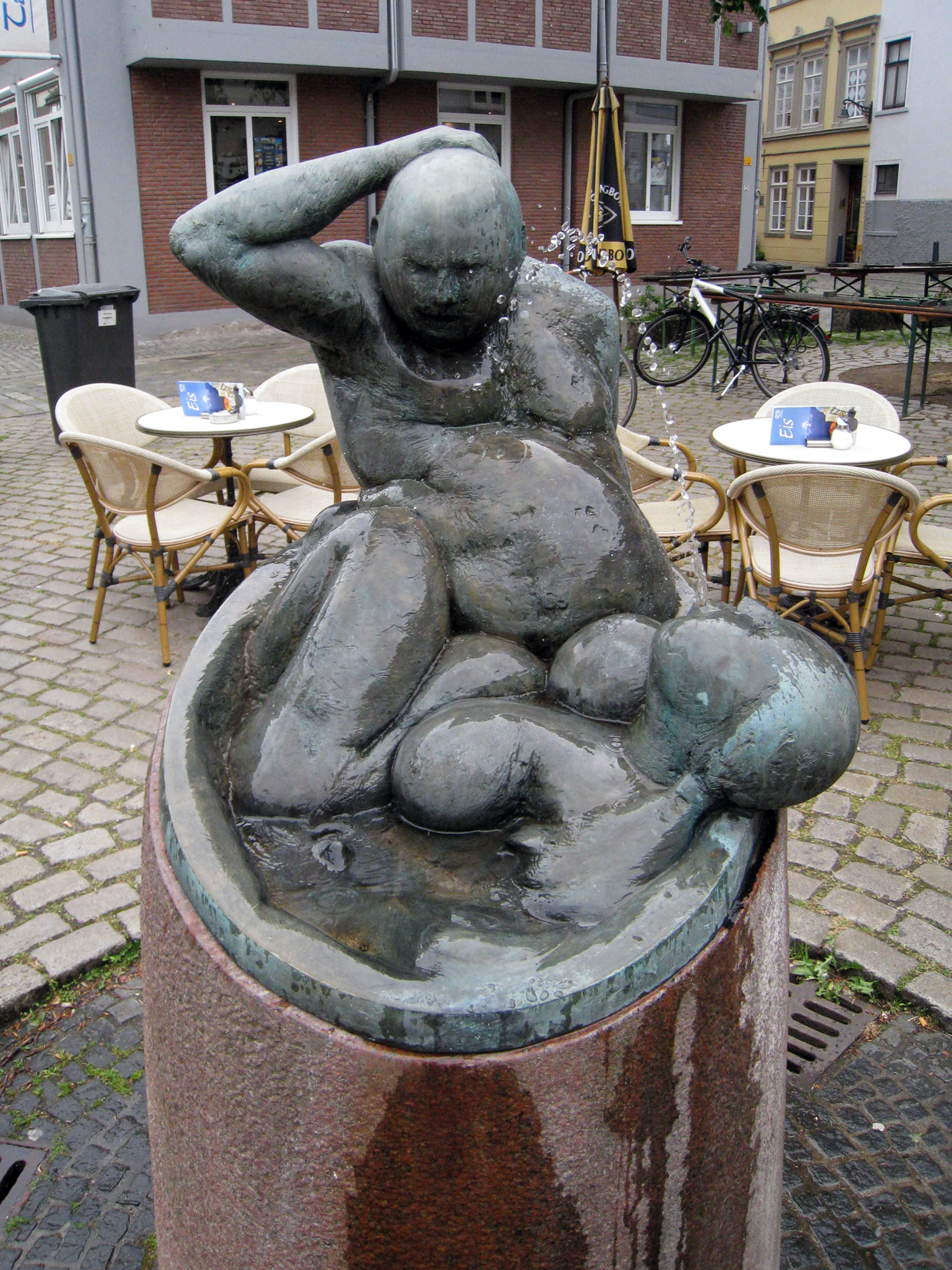
Badestubenbrunnen

Am Stavendamm befand sich im Mittelalter ein Badehaus. Die Stavenstraße wurde bereits 1453 als „sunde Mertens stove“ und „de rugge stoven“ erwähnt. Stave bedeutete Stube und das waren beheizbare Räume, in denen die Fischer und Seeleute baden konnten, woran der bronzene Badestubenbrunnen des Bildhauers Jürgen Cominotto vor dem Haus erinnert.